# توسا نیکی

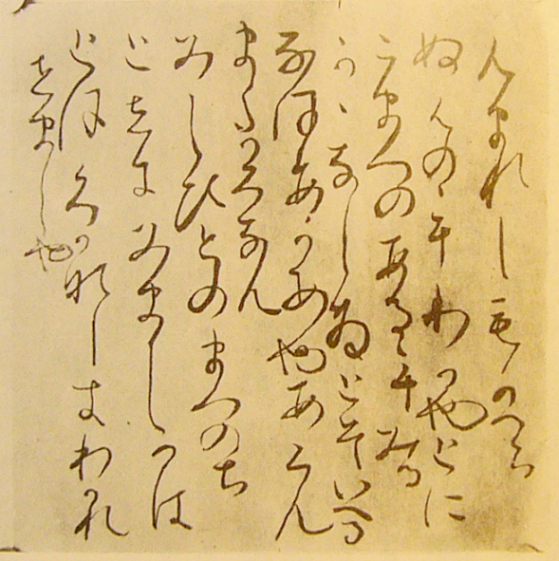
خاطرات توسا (قرن ۱۰) که توسط فوجیوارا نو تیکا (۱۱۶۲–۱۲۴۱)، (قرن ۱۳)، کپی شده‌است. این تصویر آخرین قسمت از دفتر خاطرات است.

توسا نیکی، خاطرات توسا (به ژاپنی: 土佐日記 Tosa Nikki) یک دفتر خاطرات شاعرانه است که توسط شاعر ژاپنی قرن دهم کی نو تسورایوکی نوشته شده‌است. متن این خاطرات شرح سفری ۵۵ روزه در سال ۹۳۵ میلادی در بازگشت به کیوتو از ولایت توسا، جایی که کی نو تسورایوکی والی استانی بود. توسا نیکی اولین نمونه قابل توجه از خاطرات یک ژاپنی به عنوان ادبیات است.